# Dark Season
Dark Season ist eine britische Science-Fiction-Fernseh-Serie für Jugendliche, die Ende 1991 auf BBC1 ausgestrahlt wurde. Sie besteht aus sechs 25-minütigen Episoden und erzählt in zwei miteinander verbundenen Dreiteilern die Abenteuer von drei Teenagern und ihrem Kampf, ihre Schule und ihre Mitschüler vor den Machenschaften des unheimlichen Mr. Eldritch zu retten. Es war das erste Fernsehdrama, das von Russell T. Davies geschrieben wurde, und ist auch deshalb bemerkenswert, weil eine junge Kate Winslet in ihrer ersten großen Fernsehrolle mitspielt.

## Hintergrund
Russell T Davies war ein fest angestellter Produzent der BBC, der für die Kinderabteilung der BBC in Manchester arbeitete und dort die Sommersendung Why Don't You? leitete. Er hatte bereits einige Erfahrungen als Fernsehautor gesammelt, als er 1989 für das Kinderprogramm On the Waterfront und im Jahr darauf für die Kinder-Sketch-Show Breakfast Serials das Drehbuch für die Comedy-Synchronfassung von Die Abenteuer des Chevalier de Recci verfasste, aber sein eigentliches Ziel war es, ein Fernsehdrama zu schreiben.
Zu diesem Zweck schrieb er ein spekulatives Drehbuch für die erste Episode von Dark Season – ursprünglich mit dem Titel The Adventuresome Three – und nutzte das interne Mailsystem der BBC, um es direkt an die Leiterin der Kindersendungen, Anna Home, zu schicken. Beeindruckt von dem Skript, bat Home Davies, eine zweite Episode zu schreiben. Als Tony Robinson beschloss, eine Pause von der Produktion von Maid Marian and Her Merry Men einzulegen, wurde ein Platz im BBC-Kinderprogramm für Ende 1991 frei und Home beschloss, ihn mit Dark Season zu füllen und beauftragte Davies, die restlichen Episoden der Serie zu schreiben. Gedreht wurde die Serie in Mytchett in Surrey, in Farnborough Hants (Woburn Avenue) und in der längst geschlossenen Robert Haining Secondary School, im Sommer 1991. Das Studiomaterial wurde in den Ealing Studios der BBC gedreht.
Vom 14. November bis zum 19. Dezember 1991 wurde jede Folge donnerstags um 16:35 Uhr ausgestrahlt und am Sonntagmorgen nach der Erstausstrahlung wiederholt. Die Einschaltquoten schwankten zwischen 3,6 und 4,2 Millionen Zuschauern pro Folge. Davies verfasste auch eine Romanfassung von Dark Season für BBC Books, die zeitgleich mit der Ausstrahlung der Serie veröffentlicht und nach jeder Folge beworben wurde. Später schrieb er eine zweite Science-Fiction-Kinderserie für die BBC, Century Falls, im Jahr 1993, bevor er eine lange und erfolgreiche Karriere im Bereich der Fernsehserien für Erwachsene startete. Dark Season wurde 1994 erneut auf BBC One ausgestrahlt und 2002 auch auf dem britischen CBBC-Kanal im Digitalfernsehen wiederholt, auf 14:9 beschnitten Breitbild mit dem Verlust des oberen und unteren Teils des Originalbildes.
Dark Season wurde am 24. Juli 2006 von 2|entertain Ltd. auf DVD veröffentlicht. Bei dieser Veröffentlichung erhielt er ein British Board of Film Classification Rating von PG.

## Handlung
Die ersten drei Episoden beginnen damit, dass die Drittklässlerin Marcie und ihre beiden Freunde Tom und Reet aus der fünften Klasse misstrauisch gegenüber dem unheimlichen Mr. Eldritch werden, dessen Computerfirma an der Schule auftaucht und kostenlose Computer an alle Schüler verteilt.
Mit der widerstrebenden Hilfe ihrer Lehrerin Miss Maitland besiegen sie scheinbar die Bedrohung durch Eldritch, der daraufhin verschwindet. Die zweiten drei Episoden erzählen jedoch von den Aktionen von Miss Pendragon, die für Eldritch arbeitet und versucht, den riesigen, geheimen Behemoth-Computer aus seinem lange versteckten Standort unter der Schule wiederzubeleben.
Am Ende der BBC-Romanfassung gibt es Hinweise darauf, dass Davies Ideen oder Interesse an einem möglichen dritten Abenteuer mit denselben Figuren hatte. Ein einzelner Absatz, der die Eröffnung einer Spielhalle beschreibt, schließt mit "...aber das ist eine andere Geschichte."

## Aufbau
Die Sendung ist ein prägendes Beispiel für britische Fernsehserien. Die Episoden wurden lediglich nummeriert, wobei alle eine nach und nach enthüllte gemeinsame Handlung haben. Bis zu einem gewissen Grad können die sechs Episoden in zwei Geschichten zu je drei Episoden aufgeteilt werden. Der scheinbare Abschluss der ersten Geschichte bei Episode 3 erschien den Verantwortlichen bei BBC so sauber, dass sie laut Davies "ein bisschen schockiert" waren. Das lag zum Teil daran, dass er ihnen das Programm nicht als zwei dreiteilige Geschichten verkauft hatte – "für den Fall, dass sie mir sagten, ich solle es nicht tun!". Nichtsdestotrotz wird dem Zuschauer am Ende von Episode 6 klar, dass alle sechs Episoden eine zusammenhängende Geschichte von Marcies Widerstand gegen Mr. Eldritch erzählen, wenn auch aufgeteilt auf zwei scheinbar nicht miteinander verbundene Geschichten. Beide Vorfälle ereignen sich mindestens im selben Schuljahr, vielleicht aber auch über einen noch kürzeren Zeitraum.

## Gemeinsamkeiten mitDoctor Who
Dark Season hat einiges mit Doctor Who gemeinsam, worauf Russell T Davies 2005 aufbaute. Vor allem besetzt Marcie einen ähnliche Erzählperspektive wie der Doktor, mit Reet und Thomas als ihre Begleiter. Dennoch wurde diese weitgehende strukturelle Ähnlichkeit zu Doctor Who von Russell T Davies kategorisch als beabsichtigt zurückgewiesen. Davies hat behauptet, dass der einzige direkte Bezug zum sogenannten „klassischen“ Doctor Who eine Szene ist, in der Reet ein Jo-Jo benutzt, um die Schwerkraft zu testen.
Dennoch wurden Elemente aus dieser Produktion in Doctor Who gesehen, die nach Dark Season datiert.
Die bei weitem stärksten Verbindungen zwischen den Serien finden sich in Davies’ Weihnachtsspecial von 2008, "Der andere Doktor ", das Elemente des "Behemoth" im "CyberKing" recycelt. Sowohl in "Dark Season" als auch in "Der andere Doktor " werden die weiblichen Hauptbösewichte durch einen Trick in einem von ihnen selbst geschaffenen Monster zur Inthronisation & Gefangenschaft gebracht, was sie als ihr Schicksal akzeptieren, jedoch zu ihrem Untergang führt.

## Besetzung und Crew
Der Regisseur von Dark Season war Colin Cant, der einen langen und hochgeschätzten Ruf mit der Produktion von BBC-Kindersendungen hatte. Er produzierte viele Jahre lang das beliebte schulbasierte Teenager-Drama Grange Hill in den 1980er Jahren und führte bei klassischen Kinderserien wie Moondial (1988).
Die drei Hauptrollen waren die 19-jährige Victoria Lambert als die 13-jährige Marcie, Ben Chandler als Tom und Kate Winslet, in ihrer ersten großen professionellen Schauspielrolle, als Reet. Es gab mehrere Nebendarsteller, die bekannte Namen im britischen Fernsehen waren: Miss Maitland wurde von Brigit Forsyth gespielt, die die Hauptrolle in der beliebten Sitcom Whatever Happened to the Likely Lads? Whatever Happened the Likely Lads? in den 1970er Jahren gespielt hatte, und Miss Pendragon wurde von Jacqueline Pearce gespielt, die für ihre Rolle als die schurkische Servalan in der BBC-Science-Fiction-Serie Blake's 7 Ende der 1970er / Anfang der 80er Jahre bekannt war, und die Cant aus der Zusammenarbeit mit ihr bei der Serie Moondial kannte. Laut einem Interview mit dem SFX-Magazin sagte Davies, dass Pearce erfreut war, dass ihr Charakter eine Lesbe sein sollte, sich aber weigerte, ihre Haare zu färben, daher der Turban.

## Rezeption
Die Serie hat sowohl nach ihrer Veröffentlichung auf DVD als auch nach Davies’ Ankündigung seines neuen Programms, das sich an die gleiche Zielgruppe richtet, The Sarah Jane Adventures, erhöhte kritische Aufmerksamkeit erhalten.
Die Rezension von Television Heaven schloss mit den Worten: "Abwechselnd amüsant, bewusst, spannend, aufregend und fantasievoll, steht 'Dark Season' als ein fast sträflich übersehenes Beispiel für Kinder-Genre-Fernsehen von höchster Qualität, und auch als ein frühes Anzeichen für ein zukünftiges großes kreatives Talent in Form von Russell T Davies, der seine ersten Schritte auf dem langen und kurvenreichen kreativen Weg zu einer glitzernden Zukunft macht."
Der Chefautor der Serie 1 von The Sarah Jane Adventures, Gareth Roberts, fand in Dark Season seine berufliche Inspiration. Er sagte, dass Dark Season „genau das war, was ich zu der Zeit machen wollte - eine tolle Sci-Fi-Serie für Kinder schreiben.“
Die Zuschauer äußerten sich allgemein begeistert über die schauspielerische Leistung der regulären Kinderdarsteller und lobten die allgemein starken Ideen, waren aber von einigen der erwachsenen Schauspieler enttäuscht. Besonders an Jacqueline Pearce scheiden sich die Geister: Einer beschrieb sie als jemanden, dem er "beim Öffnen eines Briefumschlags zuschauen kann", ein anderer fand "schuldbewusstes Vergnügen" an ihrem "hohen Lager", und ein dritter konnte "den Sinn von Jacqueline Pearce nicht erkennen".
Auch die DVD Times nannte es "eine unterhaltsame Geschichte", kritisierte aber auch die Aufteilung der Handlung in zwei Hälften als "ungeschickt". Sie bemängelte außerdem eine "Tendenz zu Handwaving und Kauderwelsch, um die Handlung(en) aufzulösen".

## Ratings (CBBC Channel)
Sonntag, 24. März 2002- 40.000 (7. meistgesehene Sendung auf CBBC in dieser Woche)

## Belege
1. ↑  Russell T. Davies: Dark Season. 1991, ISBN 978-0-563-36265-4 (englisch).
2. ↑  http://www.centuryfalls.co.uk/ centuryfalls.co.uk (Memento vom 5. August 2004 im Internet Archive) Q&A section at centuryfalls.co.uk
3. ↑  Archived copy. Archiviert vom Original am 13. Juni 2011; abgerufen am 13. Juni 2011 (englisch). 2001 Interview mit RTD über Dark Season und Century Falls
4. ↑  BBC - Cult - Classic TV - Dark Season (1991). In: bbc.co.uk. 18. Juni 2014, abgerufen am 4. Februar 2024 (englisch).
5. ↑  Hulse, Stephen R. "Dark Season". 2004. televisionheaven.co.uk (Memento vom 29. September 2007 im Internet Archive)
6. ↑  Doctor Who Magazine #378.
7. ↑  Couzens, Gary. "Dark Season". 2006.
8. ↑  BARB

## Referenzen
- Russell T Davies: Dark Season. BBC Books, London 1991, ISBN 978-0-563-36265-4 (englisch).
- Dark Season viewing notes, Andrew Pixley (liegt der DVD-Veröffentlichung der Serie bei)